# Серанд
Серанд (рум. Sărand) — село у повіті Біхор в Румунії. Входить до складу комуни Копечел.
Село розташоване на відстані 419 км на північний захід від Бухареста, 17 км на південний схід від Ораді, 115 км на захід від Клуж-Напоки.

## Населення
За даними перепису населення 2002 року у селі проживали 515 осіб.
Національний склад населення села:
| Національність | Кількість осіб | Відсоток |
| -------------- | -------------- | -------- |
| румуни         | 349            | 67,8%    |
| цигани         | 161            | 31,3%    |
| угорці         | 5              | 1,0%     |

Рідною мовою назвали:
| Мова      | Кількість осіб | Відсоток |
| --------- | -------------- | -------- |
| румунська | 361            | 70,1%    |
| циганська | 149            | 28,9%    |
| угорська  | 5              | 1,0%     |